# Sarah Connor (cantante)

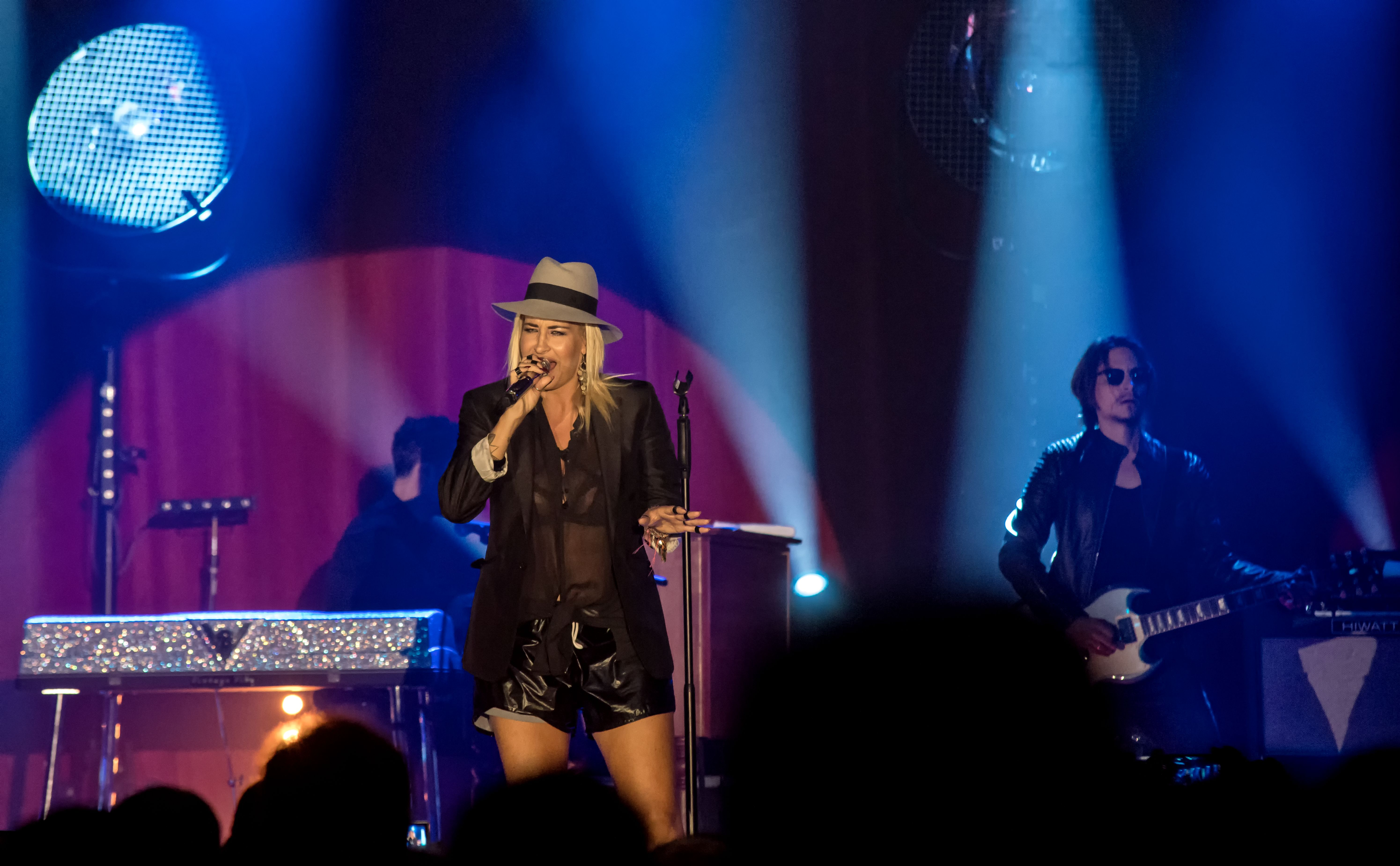
Zelt-Musik-Festival 2016 Freiburg, Alemania

Sarah Connor (Delmenhorst, Baja Sajonia, 13 de junio de 1980), cuyo nombre verdadero es Sarah Marianne Corina Lewe, también conocida como Sarah Terenzi, es una cantante y compositora alemana de música pop, además de actriz y bailarina. Saltó a la fama después de firmar con X-Cell Records en el año 2000 y lanzó su álbum Green Eyed Soul (2001) al año siguiente. Lo siguió con una serie de álbumes exitosos. Bajo la tutela de los productores Rob Tyger y Kay Denar, y puso cuatro canciones en el número uno de las listas alemanas. El éxito internacional de su sencillo From Sarah with Love, y el de otros que le siguieron, la convirtieron en una de las principales cantantes alemanas de principios del siglo XXI.
De su primer álbum, Green Eyed Soul, de 2001, se vendieron 450.000 discos en Alemania y tuvo un notable éxito también en otros muchos países europeos.
El nombre artístico de Connor no es derivado del personaje ficticio 'Sarah Connor' de la película The Terminator de James Cameron.

## Vida personal
Connor se casó en 2004 con el cantante de pop y rock estadounidense Marc Terenzi. La pareja tiene un hijo llamado Tyler (nacido en 2004) y una hija llamada Summer (nacida en 2006). En noviembre de 2008 anunció su separación de Terenzi.
En abril de 2010, Connor anunció que mantiene una relación con su mánager, Florian Fistcher, el cantante del grupo pop de la década de 1990 The Boyz. En 2011 los dos confirmaron que estaban esperando un hijo. Su hija Delphine Malou nació en septiembre de 2011. Dieron la bienvenida a su hijo Jax en enero de 2017.

## Primeros años
Connor es la mayor de seis hermanos. Sus padres son Michael Lewe, un redactor publicitario de Nueva Orleans, y Soraya Lewe-Tacke (de soltera Gray) una exmodelo y ama de casa de ascendencia escocesa, irlandesa y alemana, en Hamburgo. Tiene cuatro hermanas, incluida Anna-Maria Lagerblom, esposa del rapero alemán Bushido (rapero), así como Marisa, Sophia-Luisa y Valentina y su hermano Robin. Sus medio hermanos maternos Mic y Lex nacieron en 2008.
Connor creció escuchando música soul en su mayoría influenciada por su abuelo paterno un ex-músico de jazz y R&B y pianista de Nueva Orleans. Un coro de la iglesia le proporcionó su primera experiencia en la música Góspel a la edad de seis años.

## Televisión
| Año       | Título                                                                                    | Personaje  | Notas                                            |
| --------- | ----------------------------------------------------------------------------------------- | ---------- | ------------------------------------------------ |
| 2005      | Sarah y Marc enamorados                                                                   | Ella Misma | Telerrealidad                                    |
| 2008      | Sara y Marc locos de amor                                                                 | Ella Misma | Reality de televisión, promoción de Sexy as Hell |
| 2009      | Leo Piepmatz rockt das haus: Eine Mut-Mach Geschichte für kleineLöwen und grobe Rockstars | Ella Misma | Audio Libro                                      |
| 2010-2012 | Factor X                                                                                  | Ella Misma | Jurado                                           |
| 2014      | Sing meinen song- Das Tauschkonzert                                                       | Ella Misma | Programa Musical                                 |
| 2021      | La voz                                                                                    | Ella Misma | Entrenadora, desde la temporada 11.              |

## Discografía
- Green Eyed Soul (2001)
- Unbelievable (álbum de Sarah Connor) (2002)
- Key to My Soul (2003)
- Naughty but nice (2005)
- Christmas in my heart (2005)
- Soulicious (2007)
- Sexy as hell (2008)
- Real Love (2010)
- Muttersprache (2015)
- Herz Kraft Werke (2019)
- Not So Silent Night (2022)
- Freigeistin (2025)

## Conciertos
- Green Eyed Sould Tour (2002)
- Sarah Connor Live (2003-2004)
- Naughty but Nice Tour (2009)
- Sarah Connor China Tour (Beijing/Guangzhou) (2010-2012)
- Christmas in My Heart Live (2012-2013)
- Muttersprache Live (2015-2017)